# Тайрос-2
Тайрос-2 (англ. TIROS-2) — метеорологический спутник США со стабилизацией вращения. Это второй из серии телевизионных инфракрасных спутников для метеорологических наблюдений. Тайрос-2 был запущен 23 ноября 1960 года в 11:13:03 UTC ракетой Тор-Дельта с мыса Канаверал.

## Работа и устройство
Номинально космический корабль проработал до 22 января 1961 года. Спутник совершал оборот вокруг Земли каждые 98 минут под углом наклона 48,5 °.
Спутник поддерживал скорость вращения 8-12 об / мин за счёт использования пяти диаметрально противоположных пар небольших твердотопливных двигателей. Ось вращения можно было сориентировать с точностью до 1-2 ° с помощью магнитного устройства ориентации, состоящего из 250 витков проволоки, намотанных на внешнюю поверхность космического корабля. Взаимодействие между индуцированным магнитным полем в космическом корабле и магнитным полем Земли обеспечивало необходимый крутящий момент для управления ориентацией. Номинально космический корабль проработал до 22 января 1961 года.
Тайрос-2 питался от 9260 кремниевых солнечных элементов размером 1 на 2 см . Он имел две независимые подсистемы телекамер для съёмки облачного покрова, а также пятиканальный сканирующий радиометр среднего разрешения и двухканальный не сканирующий радиометр низкого разрешения для измерения излучения Земли и её атмосферы.